# 張煒琪
張煒琪（Cheung Wai Ki，1990年11月22日—），生於香港，香港女子足球運動員，司職前鋒，現時效力香港女子足球聯賽球會傑志女子足球隊。她2016年8月2日與日本女子乙組聯賽球會日本足球學院簽約至季尾，並在9月6日以1–1戰和福岡AN的聯賽後備入替，成為首個在日本女子足球聯賽上陣的香港球員，在2017年9月10日加盟澳洲女子聯賽球會布里斯班獅吼，並於10月27日作客以3–1擊敗FC悉尼的聯賽正選登場，成為首個在澳洲女子足球聯賽上陣的香港女足球員。

## 球會生涯

### 日本足球學院
2015年7月20日，張煒琪與香港隊成員陳詠詩及劉夢瓊獲邀，前往日本丙組橫濱FC和乙組日本足球學院以及甲組的千葉市原試腳，經過一星期試腳後，她們獲當地教練給予不俗的評價，更於8月2日成功與當地乙組日本足球學院簽約至季尾。
在9月6日，張煒琪於以1–1戰和福岡AN的聯賽，在80分鐘球隊領先1–0時後備上陣，雖然她沒有再有入球，但她已經成為歷史性首個在日本女子足球聯賽上陣的香港人。
直到2015年，雖然張煒琪獲球會邀請留隊，但因她要回港照顧因工傷行動不便的母親，而未有繼續外流，重返公民。

### 布里斯班獅吼
2017年5月，她代表香港隊於全運會預賽時遺憾未能晉身決賽周，但張煒琪便備受各界讚賞，並獲得中國國家隊的法國籍教練比尼及中國國青隊教練迪蕾絲點評為「甚具潛質及表現出色的球員」，而迪蕾絲更推薦張煒琪到澳洲職業球會試腳，於是，張煒琪在6月底獲安排到澳洲隨坎培拉聯及布里斯班獅吼試腳。
2017年9月10日，布里斯班獅吼在官方網站正式宣佈與張煒琪簽約至2018年3月，使她成為史上首名登上澳洲女子足球頂級聯賽的香港球員。10月27日，她於作客去屆常規賽季軍FC悉尼的聯賽揭幕戰以正選姿態亮相，並在上半場37分鐘於左路傳中予隊友頂進第2球，結果踢足全場的她協助布里斯班獅吼作客以3–1勝出。
2018年1月28日，她於作客阿德萊德聯的聯賽後備上陣，雖然未有入球，惟她的頭槌省中對方造成烏龍球助獅吼反勝4–2。結果，獅吼於最後一輪聯賽以4–1擊敗坎培拉聯，自2012/13球季後再奪得常規賽冠軍，成為首名奪得海外最高級別常規賽冠軍的香港女子足球員。

### 傑志
2021年11月，傑志宣布張煒琪以半職業形式加盟，每月獲發4位數現金津貼，她亦會在傑志學院內兼任教練。

## 外部連結
- Cheung Wai Ki （页面存档备份，存于）